# Фудбалски савез Северне Ирске
Фудбалски савез Северне Ирске (ФССС) (енгл. Irish Football Association (IFA)) је највиша фудбалска организација Северне Ирске, која руководи развојем фудбалског спорта, организовањем такмичења у земљи и води бригу о фудбалским репрезентацијама Северне Ирске. Седиште савеза је у Белфасту, а тренутни председник савеза је Џим Шо.

## Историја
Фудбалски савез Ирске је основан 18. новембра 1880. од стране фудбалских клубова са подручја Белфаста, а у почетку је функционисао као организационо тело за фудбал у целој Ирској. То је четврти најстарији национални фудбалски савез у свету, после ФА Енглеске, Шкотске и Велса.
Убрзо након поделе Ирске, 1921. је основан Фудбалски савез Ирске (данашњи ФА Републике Ирске) као ривалски савез да управља фудбалским спортом у ономе што ће 1922. постати Ирска Слободна Држава. Фудбалски савез Северне Ирске се 1928. због одређеног неслагања повукао из ФИФА, а поново је постао члан 1946. године.
Фудбалски савез је и након поделе Ирске 20-их година 20. века све до 1950. селектовао у национални тим играче из целе Ирске, а не само из Северне Ирске где му се након поделе ограничило деловање. Од 1936. и Фудбалски савез Републике Ирске је селектовао играче из целе Ирске, али је престао са тим након што је ФС Северне Ирске поново постао члан ФИФА-е 1946. године. Оба савеза су након поделе тврдила да представљају цело острво, па су се у међународним такмичењима такмичили под именом Ирска, а тек од 1954. национални тимови ова два савеза се такмиче под именима Северна Ирска и Република Ирска.
Чланом Светске фудбалске федерације ФИФА постао је 1911, а Европске фудбалске уније УЕФА 1954. године.

## Такмичења
Фудбалска лигашка такмичења на нивоу Северне Ирске организована су на следећи начин:
Мушкарци
- Премијер лига Северне Ирске (IFA Premiership – 12 клубова)
- Друга лига Северне Ирске (IFA Championship – 30 клубова у две лиге (2. и 3. ранг))
- Фудбалске лиге млађих категорија

Жене
- Прва женска лига Северне Ирске (8 клубова)

Куп такмичења
- Фудбалски куп Северне Ирске за мушкарце
- Фудбалски куп Северне Ирске за жене
- Лига куп Северне Ирске

## Статистика
Комплетна активност бављена фудбалским спортом на територији ФС Северне Ирске се обавља са укупно:
- регистрованих фудбалских клубова 829
- регистрованих играча 38.820
- нерегистрованих играча: 53.500